# Darel Russell
Darel Russell (Mile End, 22 ottobre 1980) è un ex calciatore inglese, di ruolo centrocampista.